# 火烧坝站
火烧坝站是位于云南省嵩明县火烧坝村的一个铁路车站，邮政编码651701。车站建于1959年，有贵昆铁路经过该站，现仅办理货运，不办理客运业务，车站及其上下行区间均已电气化。车站距离贵阳站589公里，隶属昆明铁路局，是四等站。